# Judentum

Der Davidstern (hebräisch magen david „Schild Davids“) ist eines der Symbole des Judentums.

Unter Judentum (Übersetzung von griechisch ἰουδαϊσμός ioudaismos; hebräisch יהדות jahadut) versteht man einerseits die Religion, die Traditionen und Lebensweise, die Philosophie und meist auch die Kulturen der Juden (Judaismus) und andererseits die Gesamtheit der Juden. Letztere wird auch Judenheit genannt.
Die jüdische Religion ist die älteste der monotheistischen abrahamitischen Religionen. Sie hat eine Geschichte von mehr als 3000 Jahren, in denen sie sich entwickelt hat. Die jüdische Eingottlehre wird als ethischer Monotheismus bezeichnet: „Gott ist im Judentum Inbegriff ethischen Wollens.“
Historisch wird zwischen aschkenasischem, sephardischem, mizrachischem
(irakische, persische, jemenitisch, äthiopische,
indische, libysche, türkische, georgische Juden, Bergjuden usw.) und karäischem Judentum unterschieden. Seit dem Durchbruch der jüdischen Aufklärung gibt es zusätzlich religiöse Unterteilungen in Reformjudentum, konservatives und orthodoxes Judentum mit verschiedenen Strömungen.
Grundlage des Judentums ist die Tora („Weisung“), das sind die fünf Bücher Mose, die den für das Judentum ersten und wichtigsten Teil der hebräischen Bibel (Tanach) bilden, sowie die rabbinischen Schriften, die die Tora erläutern und traditionell als „mündliche Tora“ bezeichnet werden.

## Begriff
Das deutsche Wort „Judentum“ geht auf das griechische Substantiv Ioudaismos zurück, das vom Wort Ioudaioi für die Personengruppe abgeleitet ist. Dieses übersetzt das hebräische Original Jehudi. So nannten sich zunächst nur die Angehörigen des Stammes Juda, dann die des ehemaligen Königreichs Juda. Seit der Perserzeit (5. Jahrhundert v. Chr.) umfasste Ioudaioi tendenziell alle exilierten Nachfahren der Israeliten, behielt dabei aber seine ethnische und territoriale Bedeutung.
Das Substantiv Ioudaismos erscheint erstmals im 2. Buch der Makkabäer, jedoch nur dreimal (2 Makk 2,21 ; 8,1 ; 14,38 ), sowie einmal in 4 Makk 4,26 . Als Nominalform des Verbs ioudaizein bezeichnete es ein Verhalten, das Judäer dazu bringen sollte, sich von „griechischen“ Praktiken abzuwenden und zu ihren eigenen ethnisch-kulturellen Praktiken zurückzukehren. Das Wort bezog sich also auf die damals in Judäa gültigen Toragebote und den Jerusalemer Tempelkult. Die Makkabäer erfanden es als Antonym zum griechischen Pendant Hellenismos, um ihre Ablehnung griechischer kultureller Normen auszudrücken. Ihr Aufstand (ab 165 v. Chr.) richtete sich demgemäß sowohl gegen die Fremdherrschaft des Seleukiden Antiochus IV. als auch gegen die von außen aufgezwungenen und von Teilen der Judäer übernommenen kulturellen Normen. Mit der Wortschöpfung Ioudaismos stellten sie ihr Volk und dessen Glauben an den einzigen Gott JHWH, ihre Tora und kultisch-rechtlichen Gebräuche jenen Herrschern gegenüber, die damals ihre Ethnie und Religionsausübung bedrohten. In der Selbstbezeichnung waren also ethnische, kultische, rechtliche und politische Aspekte untrennbar verbunden.
Im Neuen Testament (NT) erscheint das Wort Ioudaismos nur in Gal 1,13f. . Dort erinnerte Paulus von Tarsus seine Adressaten an seine Treue zu den „väterlichen Überlieferungen“: Gemeint ist die Tora-Auslegung der Pharisäer, in der er ausgebildet worden und für die er vor seiner Berufung zum Völkerapostel Jesu Christi besonders eingetreten war. Die Stelle wurde früher oft als Abkehr des Paulus vom Judentum fehlgedeutet; dagegen sprach er hier präsentisch von „meinem Volk“. In Gal 2,14  lehnte Paulus als ioudaizein ab, Heidenchristen zum Einhalten jüdischer Speisegebote zu zwingen. Der Kontext lässt nicht erkennen, dass der kritisierte Simon Petrus dies getan hatte.
Die Ignatiusbriefe (~100) verwenden Ioudaismos erstmals als negativen Gegenbegriff zu Christianismos („Christentum“). Die Gegenüberstellung spiegelte die vollzogene Trennung der Christen vom Judentum. Als christliche Fremdbezeichnung war das Wort „Judaismus“ fortan stets abwertend konnotiert (Antijudaismus). Ab dem 3. Jahrhundert bezeichnete es in christlichen Texten ein von den Realitäten im Raum Israel abstrahiertes, dem Christentum gegenübergestelltes Gesamtkonzept und Glaubenssystem. Das englische Wort „Judaism“ und das deutsche Wort „Judentum“ folgen dieser Konstruktion, die ein einheitliches Religionsmodell unterstellt.
Der neuzeitliche Begriff einer „Religion“ war in der Antike unbekannt. Die als Ioudaismos bezeichnete Lebensweise war nicht auf religiöse Aspekte im heutigen Sinn begrenzt, sondern umfasste alle Verhaltensweisen, die Judäer zu Judäern bzw. Juden zu Juden machten. Darum meinte Shaye J. D. Cohen, das griechische Wort sei auf Englisch eher mit “Judaeaness” oder „Jewishness“ („Jüdischkeit“) zu übersetzen.

## Geschichte
Im 12. Jahrhundert v. Chr. siedelten erste Israeliten auf beiden Seiten des Flusses Jordan. Nach dem Tod König Salomons im 10. Jahrhundert v. Chr. kam es zu einer Teilung des Reiches. Zwischen dem 8. und 6. Jahrhundert v. Chr. wurde zuerst der Nordteil, später auch der Südteil von fremden Herrschern erobert. Die Bewohner beider Reiche wurden nach Babylon und Persien vertrieben. In der nun beginnenden jüdischen Diaspora und dem babylonischen Exil (597 bis 539 v. Chr.) entstanden die wesentlichen Grundüberzeugungen des Judentums, siehe auch Geschichte des Judentums im Irak. Ab 538 v. Chr. wurde den Juden erlaubt, wieder in ihre Heimat zurückzukehren, doch viele blieben im Exil und wirkten an der Entstehung kultureller Zentren in Ägypten und Babylonien mit.
In hellenistischer Zeit entwickelte sich in der jüdischen Diaspora um 300 v. Chr. das Hellenistische Judentum. Spätestens seit der Umwandlung des jüdischen Königreichs in eine römische Provinz im 1. Jahrhundert nach Christus unter Tiberius, der Zerstörung Jerusalems durch Titus im Jüdischen Krieg (70 n. Chr.) und der hadrianischen Neugründung mit dem Namen Aelia Capitolina (wahrscheinlich 135 n. Chr.) zerstreuten sich die Juden als regional greifbares und geschlossenes Volk endgültig und siedelten zu einem großen Teil innerhalb des Römischen Reiches. Ein weiterer bedeutender Anteil lebte im Perserreich, wo in der Spätantike und dem frühen Mittelalter mit den Akademien von Sura und Pumbedita in Babylonien, damals Teil des Sassanidenreichs, der intellektuelle Schwerpunkt lag.
Die übrigen Anhänger des Judentums verteilten sich im Hochmittelalter auch in andere Teile Europas, im Spätmittelalter, im Zuge der Pestpogrome und der Ausweisung beispielsweise aus Frankreich, besonders nach Osteuropa, ferner in die islamische Welt und im Anschluss, Vertreibung aus Spanien 1492, wieder ins heutige Palästina sowie auch in die Neue Welt. Juden wurden oft verfolgt, konnten sich stellenweise aber auch unter Beibehaltung von Glaube und Tradition als integraler Bestandteil der lokalen Gesellschaften etablieren.

## Jüdische Religion

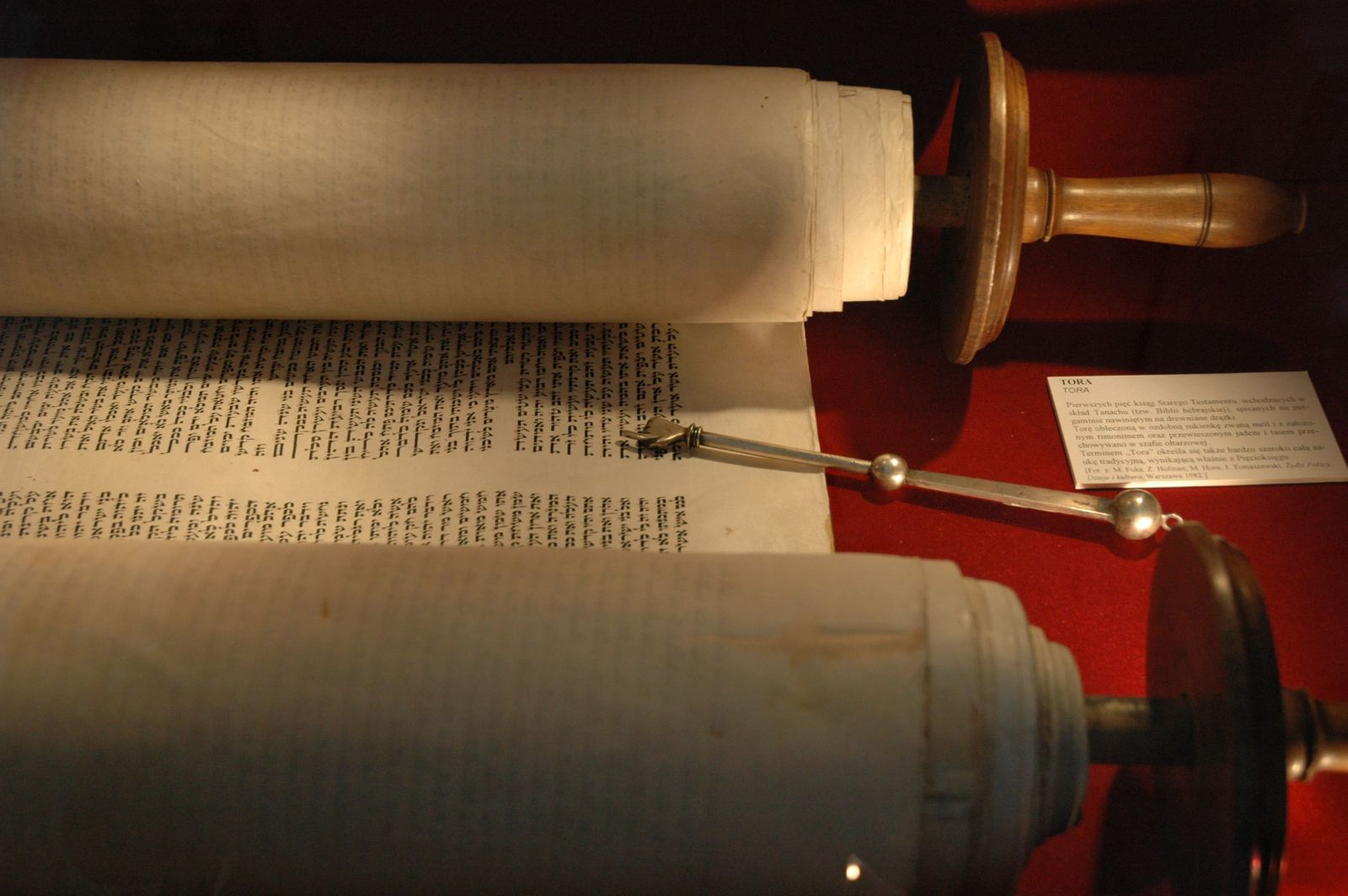
Eine Torarolle

Die jüdische religiöse Tradition ist eine monotheistische Religion, deren Gott auch als der Gott Jisraels bezeichnet wird. Dieser Gott wird im orthodoxen Verständnis als Schöpfer des Universums angesehen, der auch heute noch aktiv in der Welt handelt (Theismus). Einige wenige jüdische Philosophen des Mittelalters (Gersonides, Abraham ibn Daud), beeinflusst durch die Kabbala und Neu-Aristotelismus, und der Neuzeit, Harold Kushner (insbesondere nach dem Holocaust) tendieren allerdings zu einer eher distanzierten Positionierung dieses Gottes (Deismus), der sich von seiner Schöpfung entfernt habe.
Die jüdische Religion basiert auf den religiösen Überlieferungen der Juden. Diese Überlieferungen teilen sich auf in eine schriftliche Lehre, die in der Tora niedergelegt ist (schriftliche Tora), und eine mündliche Lehre, auch: mündliche Tora, die im Talmud diskutiert wird. Dieser ist historisch gesehen in Mischna und Gemara aufgeteilt. Auf beiden beruht die Halacha, das jüdische Gesetz. Die Halacha beruht aber auch auf rabbinischen Gesetzgebungen und Responsen, die im Laufe der Zeit gefällt wurden. Im Laufe der Jahrhunderte wurden zahlreiche Versuche unternommen, die Halacha zusammenzufassen; eines der bekanntesten Beispiele dafür ist der Schulchan Aruch.

### Glaube
Der Begriff Jüdischer Glaube bezieht sich auf die religiösen Traditionen des Judentums in der jüngsten Geschichte, in der biblischen und vorbiblischen Zeit und in der Vielfalt seiner Strömungen. Das diese religiösen Traditionen tragende, bewahrende und lehrende Judentum der Gegenwart wird rabbinisch genannt. Häufig wird im Sinne dieses Begriffs von den jüdischen Glaubensprinzipien gesprochen, die im angelsächsischen Raum Jewish principles of faith genannt werden. Diese sind jedoch im Unterschied zum Christentum nicht allgemeingültig definiert und somit nicht dogmatisch. Auch der Glaube an die Existenz Gottes ist im Judentum nicht dogmatisch, im Gegensatz zum Beispiel zum islamischen Glaubensbekenntnis, der Schahāda. Das Judentum kennt keinen Katechismus.

### Glaubensprinzipien
In der Geschichte des Judentums entstand eine Reihe grundlegender Glaubensprinzipien, deren Einhaltung von Juden mehr oder weniger erwartet wird, um in Einklang mit der jüdischen religiösen Gemeinschaft und ihrem Glauben zu sein, deren genaue Anzahl jedoch nicht feststeht und immer noch diskutiert wird. Die Strenge und der Umfang dieser Forderungen variieren unter den verschiedenen jüdischen Gemeinden. Siehe Strömungen des Judentums, insbesondere Orthodoxes Judentum, Liberales Judentum und Rekonstruktionismus. Rabbiner Josef Albo zählt im Sefer ha-Ikkarim drei Glaubensprinzipien.
Maimonides hat sowohl in halachischen wie in religionsphilosophischen Werken einige Grundprinzipien des jüdischen Glaubens formuliert, darunter der Glaube an Gott als höchste und erste Ursache und Schöpfer von Allem, an Gottes Einheit und Unkörperlichkeit. Diese Kodifikation wurde breit rezipiert. Ähnliche Hervorhebungen treffen andere Autoren der jüdischen Scholastik vor und nach Maimonides.
Auch wird darauf verwiesen, dass ein ganzes, gerade gewordenes Volk Zeuge Gottes bei der Schneidung des Bundes am Berg Sinai war (im Christentum: etwa ein Dutzend Apostel, im Islam nur Mohammed, auch bei den Mormonen nur ein Mensch, deren Begründer).
Im Gegensatz zum Christentum und zum Islam hat das Judentum bis auf eine kurze Ausnahme in der antiken Geschichte auf Missionierung Andersgläubiger verzichtet. Das Judentum betrachtet es nicht als eine Sünde oder zum Beispiel als Ausschlusskriterium für die Empfängnis des Heils durch Gott (siehe: Auferstehung), wenn Nicht-Juden und andere Völker ihre abweichenden Religionen bzw. Glaubensvorstellungen pflegen. Das Judentum ist der Ansicht, dass auch Angehörige anderer Religionen Anteil am Leben nach dem Tode haben können, wenn sie ein ethisches Leben geführt haben. Siehe hierzu Noachidische Gebote.
Die Beschneidung an Jungen ist ein elementares Gebot des Judentums und konstitutives Merkmal der jüdischen Identität.

### Religiöse Führung
Jüdische Gemeinden werden geistlich und rechtlich von einem Rabbiner geleitet. Sephardische Juden sowie die Karäer bezeichnen ihren geistlichen Leiter auch als Chacham (Weiser). Bei jemenitischen Juden ist der Begriff Mori (mein Lehrer) gebräuchlich. Die Gottesdienste werden im Allgemeinen von einem Kantor (Chasan) oder allgemeiner gesagt von einem Vorbeter geleitet; zu ihrer Durchführung wird ein Quorum bzw. (hebräisch) Minjan, das heißt, die Versammlung von zehn religiös volljährigen jüdischen Personen (in der Orthodoxie nur Männer), benötigt. Die allgemeine, weltliche Leitung einer jüdischen Gemeinde hingegen liegt bei einem von den Gemeindemitgliedern zu wählenden Gemeindevorstand.

### Strömungen
In der Gegenwart gibt es verschiedene Strömungen innerhalb des religiösen Judentums. Die Gruppierungen unterscheiden sich nicht in erster Linie, aber auch in Hinblick auf Gottesvorstellungen und Glauben. Es werden orthodoxe und nicht-orthodoxe jüdische Strömungen unterschieden. In einem weiteren Sinn können die nicht-orthodoxen Strömungen auch als progressiv, reformiert oder liberal (wobei hier liberal nicht vom politischen Liberalismus abgeleitet ist) bezeichnet werden. Eine Mittelstellung zwischen Orthodoxie und dem liberalen Judentum nimmt das im 19. Jahrhundert sich formierende konservative Judentum ein.
Einer der grundlegenden Unterschiede zwischen orthodoxem Judentum und den nicht-orthodoxen Strömungen ist das Verständnis der Offenbarung am Berg Sinai, wobei die Orthodoxie vom buchstäblichen Sinn der von Moses empfangenen Tora als unbedingt gültiger Weisung ausgeht. Das nicht-orthodoxe Judentum versteht diese Offenbarung nicht als absolut, sondern als einen fortdauernden Prozess des Dialoges Gottes mit seinem Volk, in der Zeit und in den Kulturen. Im Kontext dieser historisch-kritischen Auslegung der Offenbarung entstanden alle nicht-orthodoxen Strömungen des Judentums. Da sie alle die Entwicklung betonen, gehören sie zum progressiven Judentum im weitesten Sinne. Im engeren Sinne gehören zum progressiven Judentum alle Gruppen des Reform-Judentums, die sich im Verband Weltunion für progressives Judentum zusammengeschlossen haben.
Alle religiösen jüdischen Strömungen der Gegenwart haben ihren Ausgang in den Impulsen der Geistesgeschichte vor allem Deutschlands und Europas ab Ende des 18. Jahrhunderts. Seit Anfang des 20. Jahrhunderts hat sich der Schwerpunkt der wissenschaftlichen und theologischen Entwicklung des Judentums in die USA verlagert. Aus Deutschland sind die Beiträge zur Entwicklung jüdischen Denkens und Geistesleben nach der Schoah unbedeutend. Langsam entwickelt sich dieses aber zunehmend unter der Zuwanderung jüdischer Menschen aus der ehemaligen UdSSR, aus der Diaspora Osteuropas und Asiens. In Israel identifizieren sich die meiste jüdischen Israelis mit einer von vier Gruppen, den Haredi (ultraorthodoxen), den Religiösen (Orthodoxen, „Dati“), den Masorti (“Traditionellen”) und den Hiloni („Säkularen“).
| Strömung | Anteil    | Anteil |
| Strömung | in Israel | in DE  |
| --- | --------- | ------ |
| Orthodoxes Judentum - Ultraorthodoxes Judentum (englisch auch Haredi Judaism) - Chassidismus - Neo-orthodoxes Judentum (englisch auch Modern Orthodox Judaism) | 17 %      | 2,5 %  |
| Liberales Judentum (auch Reformjudentum oder progressives Judentum)                                                                                            |           |        |
| Konservatives Judentum |           |        |
| Rekonstruktionismus | < 1 %     |        |
| Traditionalisten (Masortim) (vor allem in Israel). | 25 %      |        |
| Religiöse Zionisten |           |        |
| Jewish Renewal |           |        |
| Humanistisches Judentum (Jüdischer Säkularismus) |           |        |

Unter Einfluss einiger Freikirchen entstand in den USA die Gruppe der so genannten messianischen Juden (Eigenbezeichnung) oder modernen Judenchristen, die sich zum Christentum bekennt. Meist sind dies konvertierte Juden evangelikaler Prägung, die an ihrer jüdischen Identität festhalten sowie ein paar jüdische Traditionen pflegen und hauptsächlich in den USA zu finden sind. „Messianisches“ Judentum ist nach dem Verständnis aller anderen Strömungen des Judentums (orthodox, konservativ, liberal, reformiert) im religiösen Sinn kein Judentum, da seine Interpretation der Tradition christlich ist. Hier unterscheiden sich Selbstwahrnehmung und Außenwahrnehmung.

## Aktueller Kontext
Das Judentum ist seit Jahrtausenden häufig religiösen, ideologischen und politischen Anfeindungen und dabei Pogromen und Verfolgungen ausgesetzt. Einmalig in der Geschichte ist dagegen die Schoah, der Versuch der planmäßigen und quasi-industriellen Ausrottung der „jüdischen Rasse“ durch das nationalsozialistische Deutschland.
1934 wurden 17 Millionen jüdische Menschen auf der Welt gezählt. Sechs Millionen Menschen, die zuvor von Nationalsozialisten als „Juden“ eingestuft worden waren, fielen dem Holocaust zum Opfer. Dies beschleunigte nach dem Zusammenbruch des Dritten Reichs die Umsetzung der zionistischen Bestrebungen und führte 1948 zur Gründung und internationalen Anerkennung des Staates Israel als jüdische Heimstätte.
Der heutige Staat Israel ist eine säkulare Demokratie nach westlichem Vorbild, seine Innenpolitik ist jedoch in einigen Bereichen weiterhin stark religiös geprägt. So ist eine bürgerliche Heirat in Israel nach wie vor nicht möglich, da das Familienrecht den jeweiligen Religionsgruppen unterstellt ist. Dies kann zum Beispiel bei einer Scheidung zu Problemen für Frauen führen, wenn sich der Ehemann weigert, der Frau den Scheidebrief (Get) zu überreichen. Gegen einen Ehemann, der eine Scheidung dauerhaft grundlos verhindert, kann zwar vom Rabbinatsgericht eine Erzwingungshaft angeordnet werden, doch ohne einen Get bleibt nach traditionellem jüdischen Recht die von ihrem Mann getrennte Frau „gebunden“ und kann nicht erneut heiraten.
Aufgrund der besonderen Geschichte und Tradition des Judentums ist das Verständnis einer jüdischen Identität ausgeprägt, die sich auf ein gemeinsames Schicksal bezieht und nicht notwendigerweise religiös begründet wird. Viele Juden betrachten sich gleichzeitig zum Beispiel als Briten oder US-Amerikaner, bis 1933 auch als patriotische Deutsche, die im Ersten Weltkrieg kämpften.

## Aufteilung in ethnische Gruppen
Die Juden als ethnisch-religiöse Gruppe lassen sich in verschiedene ethnische Untergruppen unterteilen, die sich hinsichtlich Kultur, Sprache und Geschichte unterscheiden.

### Ethnische Hauptuntergruppen
- Aschkenasim, deren Vorfahren in Deutschland oder Frankreich lebten, bevor sie nach Osteuropa und teilweise später in die USA auswanderten,
- Sephardim, deren Vorfahren auf der iberischen Halbinsel (Spanien, Portugal) lebten. Sie flohen 1492 vor der spanischen Inquisition und siedelten sich überwiegend im Mittelmeerraum, teilweise aber auch in Mittel- und Westeuropa an (zum Beispiel Hamburg oder Amsterdam),
- Mizrachim (orientalische Juden, ein Sammelbegriff für alle nicht aschkenasischen und sephardischen kleineren Gruppen), die im Nahen Osten und in Nordafrika lebten, aber auch nach Mittel- und Südasien wanderten. Sie werden oft auch als Sepharden bezeichnet,
- jemenitische Juden (Teimanim), die lange von den übrigen Juden isoliert waren und dadurch teilweise eigene Bräuche entwickelten,
- Tzabar, die im Land Israel geborenen Juden.

### Kleinere ethnische Untergruppen
Neben den genannten großen Gruppen gibt es verschiedene kleinere Gruppen, die meistens zu den Mizrachim gezählt werden:
- die Beta Israel (andere Bezeichnung Falaschen und Falascha Mura) aus Äthiopien,
- die persischen Juden (Region Iran), die auf den antiken Stamm Ephraim zurückgehen sollen,
- die bucharischen Juden (Mittelasien, meistens in Usbekistan und Tadschikistan),
- die georgischen Juden,
- die indischen Juden,
- die Bnei Menashe (auch Shinlung in Nordostindien und Burma, sie stammen angeblich vom jüdischen Stamm der Menaseh (Manasse) ab),
- die Romanioten, die seit der Antike (Apostel Paulus) autochthonen Juden Griechenlands und seiner Grenzstaaten,
- die Bergjuden des Kaukasus (Dagestan, Aserbaidschan), siehe auch Schalbusdag und Tat,
- die Krimtschaken auf der Krim,
- die kurdischen Juden (als einzige Gruppe über die Antike hinaus noch bis in die Gegenwart im Alltag aramäisch sprechend)

### Gruppen, deren Stellung umstrittenen ist
- die Karäer,
- die Samaritaner,
- die afrikanischen Neujuden (Lemba, Abayudaya)
- die schwarzen Hebräer afroamerikanischer Herkunft
- die Dönme
- die Subbotniki

## Historische Gruppierungen
Fast alle Juden der Neuzeit folgen dem in Mischna und Talmud enthaltenen mündlich überlieferten Gesetz; sie werden als Rabbinisches Judentum bezeichnet. Innerhalb des rabbinischen Judentums gibt es verschiedene Richtungen, wie etwa das Orthodoxe oder das Reformjudentum.
- Die kleine Gruppe der Karäer stellt eine Abspaltung von der Mehrheit der Juden dar. Sie lehnt die in Mischna und Talmud enthaltenen Lehren ab.
- Die Samaritaner haben als heilige Schriften eine Version der Tora, die Memar Markah sowie eine eigene Liturgie, Gesetze und Auslegungsschriften. Ein Großteil des Tanach (jüdische Bibel) gilt ihnen nicht als inspiriert. Im Gegensatz zum Judentum hat der Psalter der Samariter 155 Psalmen; Judentum und Christenheit kennen nur 150. Die Autorität von Mischna und Talmud lehnen sie ebenfalls ab. Es gibt nur noch wenige Anhänger der samaritischen Religion.

## Kultur
Die jüdische Kultur steht in starker Wechselwirkung zu den Kulturen, in denen die jeweilige jüdische Gemeinschaft ihr kulturelles Leben entfaltet, so dass sie kaum isoliert betrachtet werden kann. Dabei spielt die Religion eine unterschiedlich große Rolle.
Durch die Spaltung des Europäischen Judentums in die Aschkenasim und Sephardim haben sich hier zwei auch durch die Sprache unterschiedene Kulturräume entwickelt.

## Sprachen
Hebräisch ist die Sprache der ältesten jüdischen Schriften und war Umgangssprache der Juden in der antiken Periode ihrer Unabhängigkeit. Es wurde als Umgangssprache nach Jahrhunderten vom Aramäischen verdrängt, blieb aber bis in unsere Tage hinein Gottesdienstsprache, zum Teil auch Gelehrtensprache. Das Aramäische ist eine dem Hebräischen sehr ähnliche Sprache, die auch das schriftliche Hebräisch späterer jüdischer Schriftwerke beeinflusst hat. Einige Passagen in den Schriften des Tanach wurden schon auf Aramäisch verfasst, so wechselt beispielsweise das Buch Daniel vom Hebräischen ins Aramäische. Jesus und seine jüdischen Landsleute sprachen aramäisch. Die Bibel der äthiopischen Juden ist auf Altäthiopisch verfasst.
In der Diaspora nahmen die Juden die Sprachen der Länder an, in denen sie lebten (siehe Jüdische Sprachen). In einigen Fällen haben die jüdischen Gemeinschaften diese Sprachen aufgrund der historischen und kulturellen Umstände teils zu eigenständigen Ethnolekten, teils zu selbständigen Sprachen weiterentwickelt; Beispiele sind:
- Jiddisch, die Sprache der Aschkenasim.
- Judenspanisch (oder sephardische Sprache oder Ladino), die Sprache der Sephardim.
- Jevanisch, die Sprache der seit der Antike im griechischsprachigen Raum lebenden Juden (Romanioten).
- Knaanisch, ein auf slawischen Sprachen basierendes Idiom der Juden Osteuropas im Mittelalter
- Judäo-Berberisch, die Sprache jüdischer Berber in Marokko.
- Judäo-Arabisch
- Judäo-Persisch
- die neuaramäischen Sprachen der kurdischen Juden.
- Judäo-Georgisch, Sprache der georgischen Juden.
- die tatische Sprache der Tāt (auch: Judäo-Tat, Juhuri oder Juvuri); die Sprache der Bergjuden des Kaukasus (Dagestan, Aserbaidschan), eine iranische Sprache.
- das Judäo-Tadschikisch oder Buchori, die Sprache der Bucharischen Juden, ebenfalls eine iranische Sprache.
- die krimtschakische Sprache der Krimtschaken.
- die karaimische Sprache der Karäer auf der Krim und in Osteuropa.
- Judäo-Malayalam, die Sprache der südwestindischen Cochin-Juden.

Im Alltag sprechen Juden heute in ihrer großen Mehrheit die Sprache des Landes, in dem sie leben, in Afrika auch die Sprache der jeweiligen Volkszugehörigkeit.
Das Ivrit, welches heute in Israel gesprochen wird, stellt eine gelungene Wiederbelebung des antiken Hebräisch dar, das um einen modernen Wortschatz erweitert wurde und auch in der Grammatik einige Anpassungen erfuhr. Es entwickelt sich heute im lebendigen Gebrauch weiter wie andere Sprachen auch.

### Einführungen
Allgemein
- Andreas Brämer: Die 101 wichtigsten Fragen. Judentum. Beck, München 2010, ISBN 978-3-406-59984-2.
- Arthur Hertzberg: Wer ist Jude? Hanser, München 2000, ISBN 3-446-19760-5.
- Jonathan Magonet: Einführung ins Judentum. Jüdische Verlagsanstalt, Berlin 2003, ISBN 3-934658-43-1.
- Johann Maier: Judentum (UTB). Vandenhoeck & Ruprecht, Göttingen 2007, ISBN 3-8252-2886-X.
- Norman Solomon: Das Judentum. Eine kleine Einführung. 5. Auflage. Reclams Universal-Bibliothek, Stuttgart 2009, ISBN 978-3-15-018653-4.
- Michael Tilly: Das Judentum. 7. Auflage. Marix, Wiesbaden 2018, ISBN 978-3-86539-910-6.
- Andreas Nachama, Walter Homolka, Hartmut Bomhoff: Basiswissen Judentum. Herder, Freiburg, 2015, ISBN 978-3-451-32393-5.

Reformjudentum
- Max Dienemann: Liberales Judentum. Jüdische Verlagsanstalt, Berlin 2000, ISBN 3-934658-13-X.
- Jonathan A. Romain, Walter Homolka: Progressives Judentum. Knesebeck, München 1999, ISBN 3-89660-046-X.
- Gilbert S. Rosenthal, Walter Homolka: Das Judentum hat viele Gesichter. Knesebeck, München 1999, ISBN 3-89660-045-1.

Religionen
- Peter Schäfer: Die Geburt des Judentums aus dem Geist des Christentums, Fünf Vorlesungen zur Entstehung des rabbinischen Judentums. Mohr Siebeck, Tübingen 2010, ISBN 3-16-150256-6.
- Monika, Udo Tworuschka: Religionen der Welt. Grundlagen, Entwicklung und Bedeutung in der Gegenwart. Orbis, München 1996, ISBN 3-572-00805-0.

### Geschichte
- Michael Brenner: Kleine jüdische Geschichte. Beck, München 2008, ISBN 3-406-57668-0.
- Micha Brumlik: Kurze Geschichte Judentum. Verlagshaus Jacoby & Stuart, Berlin 2009, ISBN 978-3-941087-53-8.
- Nachum T. Gidal: Die Juden in Deutschland von der Römerzeit bis zur Weimarer Republik. Gütersloh 1988, ISBN 3-89508-540-5.
- Karl Erich Grözinger: Jüdisches Denken. Theologie – Philosophie – Mystik. Campus, Frankfurt am Main / New York, NY:
  - Band 1, 2004: Vom Gott Abrahams zum Gott des Aristoteles. ISBN 978-3-593-37512-0.
  - Band 2, 2006: Von der mittelalterlichen Kabbala zum Hasidismus. ISBN 978-3-593-37513-7.
  - Band 3, 2009: Von der Religionskritik der Renaissance zu Orthodoxie und Reform im 19. Jahrhundert. ISBN 978-3-593-37514-4.
- Deborah Hertz: Wie Juden Deutsche wurden. Die Welt jüdischer Konvertiten vom 17. bis 19. Jahrhundert. Campus, Frankfurt am Main 2010, ISBN 978-3-593-39170-0; Rezension: dradio.de, Deutschlandfunk, Andruck, 1. November 2010, Otto Langels: Erklärungen für den Abschied vom Judentum (1. November 2010)
- Peter Ortag: Jüdische Kultur und Geschichte (Informationen). 5. Auflage, Bundeszentrale für politische Bildung, Bonn 2004, ISBN 3-89331-501-2.
- Dietmar Pertsch: Jüdische Lebenswelten in Spielfilmen und Fernsehspielen. Filme zur Geschichte der Juden von ihren Anfängen bis zur Emanzipation 1871. Niemeyer, Tübingen 1992 (= Medien in Forschung und Unterricht. Band 35), ISBN 3-484-34035-5.
- M. Brenner, A. Kauders, G. Reuveni, N. Römer (Hrsg.): Jüdische Geschichte lesen. Texte der jüdischen Geschichtsschreibung im 19. und 20. Jahrhundert. Beck, München 2003, ISBN 978-3-406-50960-5.
- Mordechai Breuer, Michael Graetz (Hrsg.): Deutsch-jüdische Geschichte in der Neuzeit (4 Bände). Sonderausgabe, Beck, München 2000:
  - Band 1. Tradition und Aufklärung: 1600–1780, ISBN 3-406-39702-6.
  - Band 2. Emanzipation und Akkulturation: 1780–1871, ISBN 3-406-39703-4.
  - Band 3. Umstrittene Integration: 1871–1918, von Steven M. Lowenstein, übersetzt von Holger Fliessbach, 1997, ISBN 3-406-39704-2.
  - Band 4. Aufbruch und Zerstörung: 1918–1945, von Avraham Barkai und Paul Mendes-Flohr. Mit einem Epilog von Steven M. Lowenstein, übersetzt von Holger Fliessbach, 1997, ISBN 3-406-39706-9.
- Ḥayim Hilel Ben-Śaśon (Hrsg.): Geschichte des jüdischen Volkes – von den Anfängen bis zur Gegenwart (autorisierte Übersetzung von Siegfried Schmitz). 5. erweiterte Auflage, Beck, München 2007, ISBN 3-406-55918-2.
- Monika Richarz (Hrsg.): Jüdisches Leben in Deutschland. Selbstzeugnisse zur Sozialgeschichte. Deutsche Verlags-Anstalt, Stuttgart:
  - Band 1, 1976: 1780–1871. ISBN 3-421-01769-7.
  - Band 2, 1978: Im Kaiserreich. ISBN 3-421-01842-1.
  - Band 3, 1982: 1918–1945. ISBN 3-421-06094-0.
- Israel Finkelstein/Neil Asher Silberman: Keine Posaunen vor Jericho. Die archäologische Wahrheit über die Bibel. dtv, München 2001, ISBN 978-3-423-34151-6.

Biografien
- Julius Carlebach, Michael Brocke (Hrsg.): Die Rabbiner der Emanzipationszeit in den deutschen, böhmischen und grosspolnischen Ländern 1781–1871 (Biographisches Handbuch der Rabbiner 1). Bearbeitet von Carsten Wilke. K.G. Saur, München 2006, ISBN 3-598-24870-9.
- Julius Carlebach, Michael Brocke (Hrsg.): Die Rabbiner im Deutschen Reich 1871–1945 (Biographisches Handbuch der Rabbiner 2). Bearbeitet von Katrin Nele Jansen, Jörg H. Fehrs, Valentina Wiedner. K.G. Saur, München 2006, ISBN 3-598-24874-1.[19]
- Salomon Wininger: Große Jüdische National-Biographie. 1925–1936.

### Nachschlagewerke
- Michael Berenbaum, Fred Skolnik (Hrsg.): Encyclopaedia Judaica (22 Bände). 2. Auflage. Macmillan Reference USA, Detroit 2007, ISBN 978-0-02-865928-2.
- Johann Maier: Judentum von A bis Z. Glauben, Geschichte, Kultur. Herder, Freiburg im Breisgau 2001, ISBN 3-451-05169-9.
- Jewish Encyclopedia (seit 1901)
- Jewish Virtual Library (seit 1998)
- Andreas B. Kilcher (Hrsg.): Metzler Lexikon der deutsch-jüdischen Literatur. Jüdische Autorinnen und Autoren deutscher Sprache von der Aufklärung bis zur Gegenwart. 2., aktualisierte und erweiterte Auflage. Metzler, Stuttgart/Weimar 2012, ISBN 978-3-476-02457-2.
- Andreas Kilcher, Otfried Fraisse (Hrsg.): Metzler Lexikon jüdischer Philosophen. Metzler, Stuttgart / Weimar 2003, ISBN 978-3-476-01707-9.
- Charles Cutter: Judaica Reference Sources: A Selective, Annotated Bibliographic Guide. 3rd Revised and Expanded Edition 2004, Libraries Unlimited, ISBN 1-59158-133-8.

### Sonstige Literatur
- Dorothea Bohnekamp: Penser les identités juives dans l’espace germanique. XIXe-XXe siécle. Presses Universitaires de Rennes, Rennes 2015, ISBN 978-2-7535-4064-4.[20]
- Leonard H. Ehrlich: Fraglichkeit der jüdischen Existenz. Philosophische Untersuchungen zum modernen Schicksal der Juden (Fermenta philosophica). Alber, Freiburg / München 1993, ISBN 3-495-47750-0.
- Michael Landgraf, Stefan Meißner: Judentum. Einführung – Materialien – Kreativideen. 2. Auflage. Stuttgart 2012, ISBN 978-3-7668-4218-3.
- Max Weber: Gesammelte Aufsätze zur Religionssoziologie, Band 3: Das antike Judentum. Tübingen 1921, ISBN 3-8252-1490-7.

### Zeitschriften
- Das Internetarchiv compactmemory stellt mehr als 80 jüdische Periodika des 18., 19. und 20. Jahrhunderts zur Verfügung.
- Jüdische Allgemeine, seit 1946. Die Zeitung steht in der Tradition der 1837 gegründeten Allgemeinen Zeitung des Judenthums.
- Der Aufbau. (Neue, europäische Ausgabe seit 1999)  Hrsg. Jüdische Medien AG, Zürich. Alle älteren Ausgaben sind über die Suchmaschine als Text lesbar.
- Tachles ist eine jüdische Wochenzeitung in der Schweiz (seit 2001)
- Jewish Voice from Germany Eine deutsch-jüdische Zeitung in Englisch